# Galium arkansanum
Galium arkansanum är en måreväxtart som beskrevs av Asa Gray. Galium arkansanum ingår i släktet måror, och familjen måreväxter. Inga underarter finns listade i Catalogue of Life.